# 銅色麗脂鯉
銅色麗脂鯉（学名：Astyanax aeneus）為輻鰭魚綱脂鯉目脂鯉亞目脂鯉科的其中一個種，為熱帶淡水魚，分布於中美洲墨西哥南部至巴拿馬淡水流域， 本魚背部褐綠色、腹面銀色至鉛白色，體側中央具一條灰色條紋延伸至中央尾部的鰭條，尾柄具有一墨黑色長菱形斑，體長可達7.5公分，棲息在各種型態的淡水水域，忍受鹽度變化，成群活動，屬雜食性，以藻類、昆蟲、植物種子、葉子、小魚等為食。